# Jarnac
Jarnac is een gemeente in het Franse departement Charente (regio Nouvelle-Aquitaine). De plaats maakt deel uit van het arrondissement Cognac. Jarnac telde op 1 januari 2022 4.478 inwoners. 

## Geschiedenis
In de 8e eeuw werd hier de benedictijner priorij Saint-Pierre gesticht vanuit de Abdij Saint-Cybard in Angoulême. De plaats werd in de 9e eeuw geplunderd door de Vikingen. Jarnac ontstond bij een feodaal kasteel en werd een ommuurde stad. De heerlijkheid Jarnac kwam in 1410 in handen van de familie Chabot en dit bleef zo tot de Franse Revolutie. Renaud Chabot liet in de 15e eeuw een nieuw kasteel bouwen. De kerk Saint-Pierre werd in 1562 deels verwoest door protestanten. In 1569, tijdens de Hugenotenoorlogen, vond er de Slag bij Jarnac plaats.
In de 18e en de 19e eeuw bloeide de stad dankzij zijn rivierhaven en de handel in cognac. Aan het begin van de 19e eeuw werden het vervallen kasteel van Jarnac en de stadsmuren afgebroken om plaats te maken voor stadsuitbreiding voor de sterk groeiende bevolking.

## Geografie
De oppervlakte van Jarnac bedroeg op 1 januari 2022 11,99 vierkante kilometer; de bevolkingsdichtheid was toen 373,5 inwoners per km². De Charente stroomt door de gemeente.
De onderstaande kaart toont de ligging van Jarnac met de belangrijkste infrastructuur en aangrenzende gemeenten.

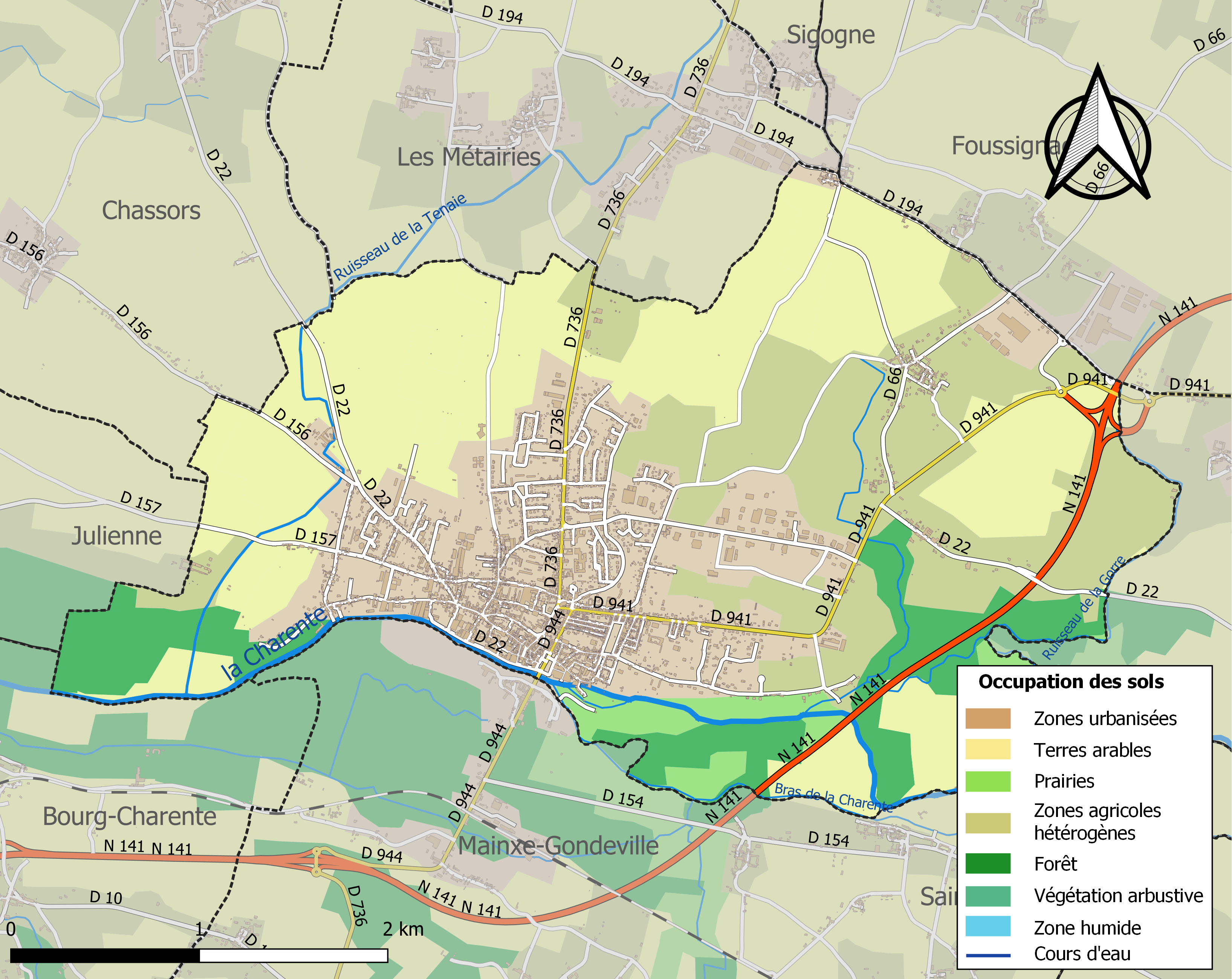

## Verkeer en vervoer
In de gemeente ligt spoorwegstation Jarnac-Charente.

## Demografie
In 1818 had de gemeente 1.401 inwoners; in 1851 waren dat er al 3.358. Onderstaande figuur toont het verloop van het inwonertal (bron: INSEE-tellingen).

## Bezienswaardigheden
De primitieve kerk Saint-Pierre uit de 8e eeuw werd in de 11e eeuw vervangen door een nieuwe kerk. Uit deze bouwfase is het koor overgebleven. De rest van de kerk dateert uit de 12e en de 13e eeuw. De crypte, waar de heren van Jarnac werden begraven, is beschermd als historisch monument.
Jarnac is de geboorteplaats van François Mitterand. Het huis waar hij geboren is en het Musée François Mitterrand herinneren aan de voormalige president van Frankrijk. Mitterrand is ook begraven in Jarnac, in het familiegraf op het Cimetière des Grands' Maisons.

## Geboren in Jarnac
- François Mitterrand (1916-1996), PS-politicus en president tussen 1981 en 1995
- Michel Boujut (1940-2011), filmcriticus, schrijver en televisieproducer